# Harmonia (planetoïde)
(40) Harmonia is een planetoïde in een baan om de zon, in de planetoïdengordel tussen de banen van de planeten Mars en Jupiter. Harmonia is ongeveer 107,6 km in diameter en heeft een licht ellipsvormige baan, die iets meer dan 4° helt ten opzichte van de ecliptica. Tijdens een omloop varieert de afstand tot de zon tussen de 2,163 en 2,373 astronomische eenheden.

## Ontdekking en naamgeving
Harmonia werd op 31 maart 1856 ontdekt door de Duitse astronoom Hermann Goldschmidt in Parijs. Goldschmidt had de planetoïden (21) Lutetia, (32) Pomona en (36) Atalante ontdekt en zou in totaal veertien planetoïden ontdekken.
Harmonia is genoemd naar Harmonia, in de Griekse mythologie de godin van harmonie en evenwicht.

## Eigenschappen
Harmonia wordt door spectraalanalyse ingedeeld bij de S-type planetoïden. S-type planetoïden hebben een relatief hoog albedo (en daarom een helder oppervlak) en bestaan grotendeels uit ijzer- en magnesiumhoudende silicaten en metalen. Harmonia draait in bijna negen uur om haar eigen as.